# Alessandro Paparoni
Alessandro Paparoni (ur. 17 sierpnia 1981 w San Severino Marche) – włoski siatkarz, występujący obecnie w Serie A w drużynie Megius Roma Volley. Gra na pozycji przyjmującego lub libero. Mierzy 191 cm. 36-krotny reprezentant Włoch.

## Kariera zawodnicza
- 1996–2002  Lube Banca Macerata
- 2002–2003  Sira Dorica Ancona
- 2003–2008  Lube Banca Macerata
- 2008–2009  Acqua Paradiso Gabeca Montichiari
- 2009–2011  Lube Banca Macerata
- 2011–2012  Megius Roma Volley
- 2012-?  NEP Castellana Grotte

## Sukcesy
- Mistrzostwo Europy: 2005
- Puchar Ligi Mistrzów: 2002
- Puchar CEV: 2001, 2005, 2006
- Mistrzostwo Włoch: 2006
- Puchar Włoch: 2001, 2008
- Superpuchar Włoch: 2006
- Puchar Challenge: 2011
- Mistrzostwo Włoch: 2014